# Liberalno-Demokratyczna Partia Uzbekistanu
Liberalno-Demokratyczna Partia Uzbekistanu (uzb. Oʻzbekiston Liberal Demokratik Partiyasi, Oʻzlidep) – centrowa partia polityczna w Uzbekistanie.

## Historia
Partia została założona 15 listopada 2003 z inicjatywy ówczesnego prezydenta Uzbekistanu Isloma Karimova jako przeciwwaga dla dominującej Ludowo-Demokratycznej Partii Uzbekistanu. Swój debiut wyborczy liberalni demokraci odbyli rok po założeniu ich ugrupowania, gdy w wyborach parlamentarnych na przełomie 2004 i 2005 roku odnieśli zwycięstwo uzyskując 41 miejsc w 120-osobowym parlamencie i weszli do koalicji rządowej. Zwyciężyli również w kolejnych wyborach, oraz ostatnich przeprowadzonych na przełomie 2014 i 2015 roku. Wtedy uzyskali łącznie 52 mandaty i po raz trzeci z rzędu utworzyli rząd koalicyjny pod przewodnictwem Shavkata Mirziyoyeva.
W latach 2007–2016 partia Oʻzlidep była głównym zapleczem politycznym prezydenta Isloma Karimova, który dwukrotnie kandydował z jej ramienia na urząd głowy państwa. W 2016 roku pełniący obowiązki prezydenta Shavkat Mirziyoyev zapowiedział ubieganie się o prezydenturę również jako kandydat liberalnych demokratów, pomimo swojego długoletniego członkostwa w partii Milliy Tiklanish.

## Wyniki w wyborach do Izby Ustawodawczej (Qonunchilik Palatasi)
| Data wyborów                       | Liczba miejsc | Pozycja                  |
| ---------------------------------- | ------------- | ------------------------ |
| 26 grudnia 2004 i 9 stycznia 2005  | 41/120        | Główna partia w koalicji |
| 27 grudnia 2009 i 10 stycznia 2010 | 53/150        | Główna partia w koalicji |
| 21 grudnia 2014 i 4 stycznia 2015  | 52/150        | Główna partia w koalicji |
| 22 grudnia 2019 i 5 stycznia 2020  | 53/150        | Główna partia w koalicji |
| 27 października 2024               | 64/150        | Główna partia w koalicji |

## Wyniki w wyborach prezydenckich
| Rok  | Kandydat           | Liczba głosów | Wynik procentowy | Rezultat                  |
| ---- | ------------------ | ------------- | ---------------- | ------------------------- |
| 2007 | Islom Karimov      | 13 008 357    | 90,76%           | Wygrana w pierwszej turze |
| 2015 | Islom Karimov      | 17 122 577    | 90,39%           | Wygrana w pierwszej turze |
| 2016 | Shavkat Mirziyoyev | 15 906 724    | 88,61%           | Wygrana w pierwszej turze |
| 2021 | Shavkat Mirziyoyev | 12 988 964    | 80,31%           | Wygrana w pierwszej turze |